# Cambuquira
Cambuquira là một đô thị thuộc bang Minas Gerais, Brasil. Đô thị này có diện tích 246 km², dân số năm 2007 là 12909 người, mật độ 54,1 người/km².